# بسته نرم‌افزاری رسانه‌ای
بسته نرم افزاری رسانه‌ای یک بسته نرم‌افزاری است که برای دسترسی، نمایش، پخش، جستجو یا بازی با محتوای دیجیتال موجود در آن بسته مورد استفاده قرار می‌گیرد، از قبیل چندرسانه‌ای‌ها، بازی‌ها و سرگرمی‌های دیجیتال.
بسته نرم افزاری رسانه‌ای طبق آیین نامه ساماندهی و توسعه رسانه‌ها و فعالیت‌های فرهنگی دیجیتال یکی از شکل های رسانه دیجیتال است و یک کالای شامل اثر دیداری و شنیداری محسوب می‌شود.

## منبع
1. 1 2  «آیین نامه ساماندهی و توسعه رسانه‌ها و فعالیت‌های فرهنگی دیجیتال». بایگانی‌شده از اصلی در ۱۲ آوریل ۲۰۱۲. دریافت‌شده در ۱۸ آوریل ۲۰۱۲.